# Youé
Youé  è un comune del Ciad situato nel dipartimento di Mont d'Illi, provincia di Mayo-Kebbi Est.